# Ice stock sport

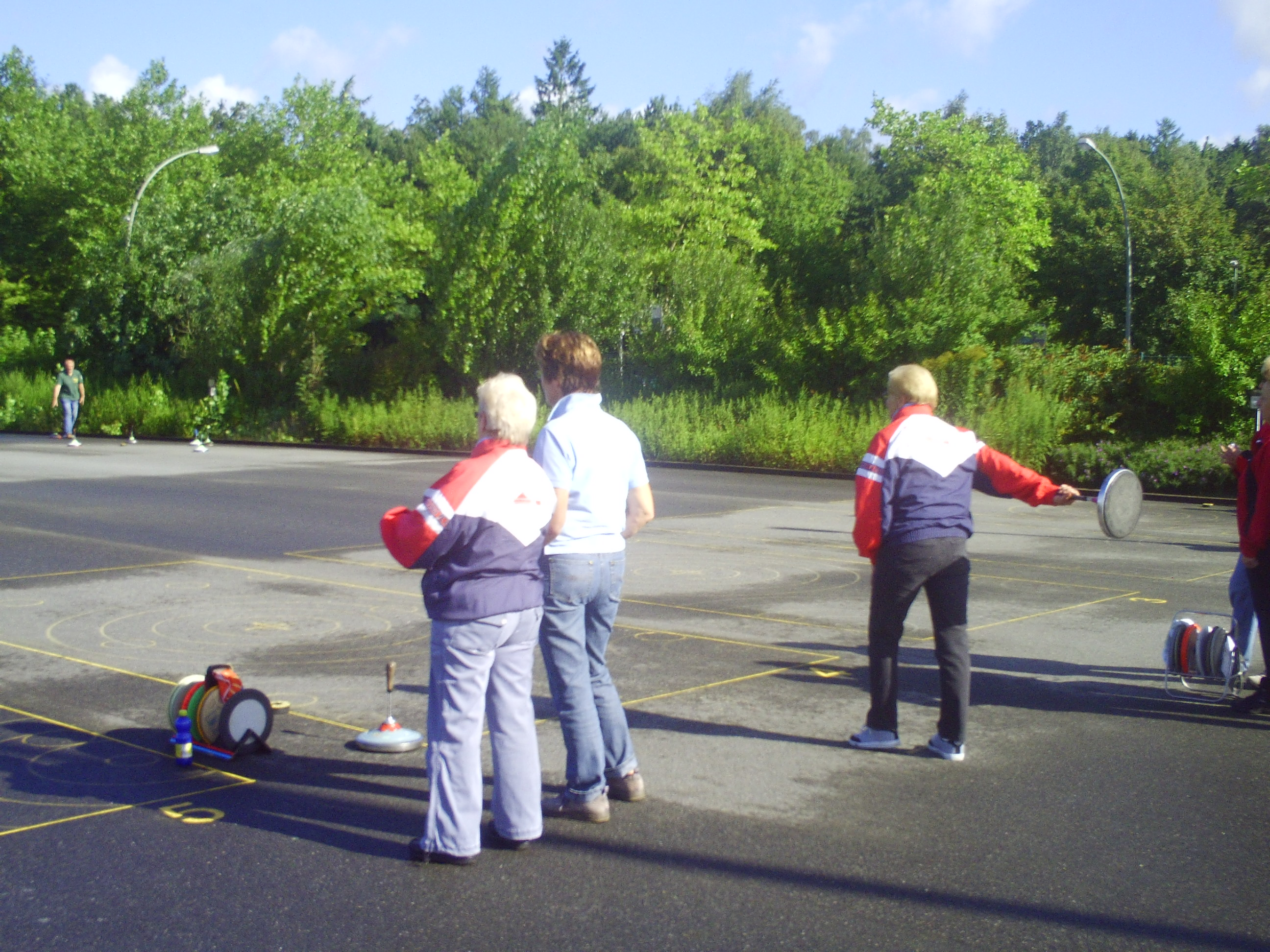

Ice stock sport (también conocido como el curling bávaro) es un deporte de invierno, similar al curling. Los participantes hacen deslizar piedras sobre una superficie helada o bien para alcanzar un objetivo o bien para alcanzar la mayor distancia posible. El deporte es muy practicado en Austria y en el sur de Alemania. En verano también se celebran competiciones sobre tarmac. Ha sido deporte de exhibición en dos ocasiones en los Juegos Olímpicos de Invierno.

## Historia
La primera referencia al deporte de la que se tiene constancia es un cuadro del siglo XVI del pintor flamenco Pieter Brueghel. Aunque no sería hasta la década de los 30 cuando el deporte comenzaría a organizarse y regularse. La Federación alemana se creó en 1934 y dos años después se celebró el primer campeonato nacional. Los campeonatos de Europa se empezarían a celebrar en 1951 y los del mundo en 1983 tras la creación de la Federación Internacional.